# Wojna handlowa
Wojna handlowa – zaburzenie lub zerwanie neutralnych stosunków handlowych między dwoma jednolitymi gospodarkami, którymi może być państwo lub miasto, czego celem jest osiągnięcie przez jedną ze stron przewagi gospodarczej lub politycznej, a druga zmuszona jest do ustępstw politycznych albo gospodarczych. Do takich konfliktów dochodzi, gdy jedna ze stron uznaje tę drugą za przeciwnika ideologicznego lub politycznego.
Przyczyną konfliktów na tle gospodarczym są najczęściej działania prowadzone przez polityków, których celem jest ochrona rynku wewnętrznego, utrzymania przez stronę dominującą przewagi nad rywalem, który w tym konflikcie ma być doprowadzony do zmniejszenia produkcyjnych możliwości oraz zminimalizowania jego ewentualnej mobilizacji.

## Metody prowadzenia wojny gospodarczej
oparto na materiale źródłowym: 

Najpopularniejszymi sposobami, które strony wykorzystują w celu realizacji konfliktu handlowego to:
- wojna celna – stan, w którym rządy państw podwyższają wobec siebie stawki celne, dążąc do wywarcia nacisku na stronę przeciwną lub zachwiania podstaw gospodarki oponenta[2]
- zakazy importu lub eksportu dóbr
- embargo – jednostronny środek odwetu stosowany przez władze danego państwa lub przez organizacje międzynarodowe (ONZ, Unia Europejska itp.), który skierowany jest przeciwko drugiej stronie (inne państwo, grupa państw), która (według pierwszej ze stron) nie przestrzega norm prawa międzynarodowego[3]
- ograniczanie lub zakaz transferu technologii[4]
- zakazy świadczenia usług
- restrykcje walutowe i kapitałowe.

## Historia
Konflikty na tle gospodarczym miały miejsce w okresie średniowiecza i początku ery nowożytnej. W latach 1300–1700 w Europie trwała regularna wojna handlowa między Anglią a Hanzą, czyli związkiem północnoeuropejskich miast handlowych. W erze nowożytnej tego typu wojny uległy intensyfikacji. Przykładem z tamtego okresu jest blisko 200-letnia wojna handlowa pomiędzy Anglią oraz Francją, która trwała od 1664 do 1860 roku.

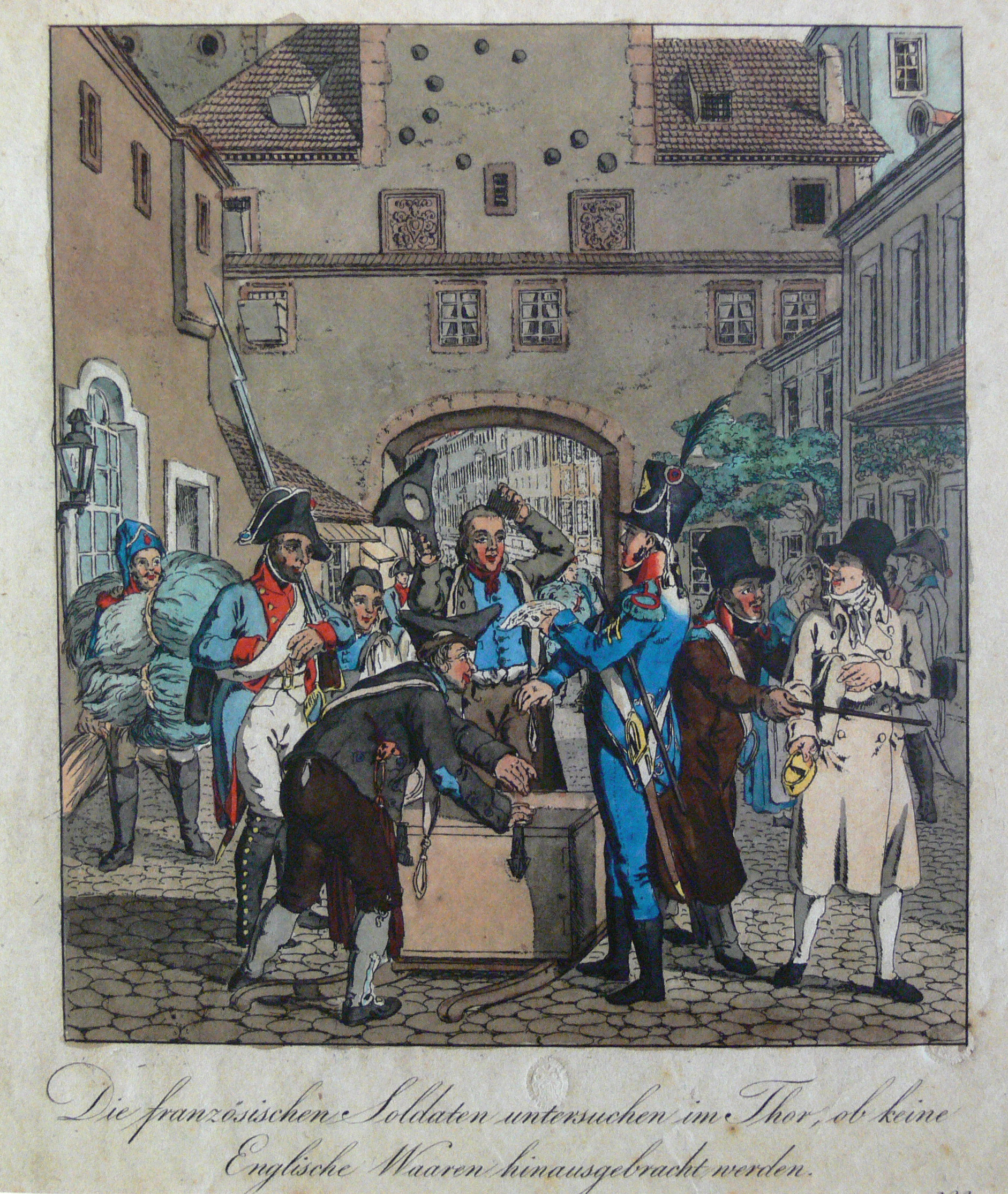
Francuscy żołnierze w trakcie sprawdzania towarów pod kątem kontrabandy (Lipsk, 1806)

Na początku XIX w. cesarz Francji Napoleon I Bonaparte doprowadził do blokady kontynentalnej, czyli broni gospodarczej na duża skalę skierowaną przeciwko Anglii. 21 listopada 1806 roku na zamku w Berlinie Napoleon I podpisał dekret ustanawiający blokadę kontynentalną. Według tych restrykcji prowadzenie jakichkolwiek relacji handlowych z Anglią było surowo zabronione, a angielskie dobra oraz statki od tamtego czasu zaczęły podlegać konfiskacie, co miało bezwzględny charakter.
Pod koniec XIX wieku na kontynencie europejskim konflikty celne uległy wzmożeniu. Między 1886 a 1898 rokiem trwała wojna celna pomiędzy Francją a Włochami. Ten konflikt francusko-włoski został wywołany przez oba państwa podniesieniem ceł na wzajemną żeglugę, a następnie wypowiedzenie przez Włochy traktatu handlowego z Francją i kolejne podwyższenie w 1887 roku przez Włochy ceł. Wówczas władze obu krajów, ustanawiając wyższe taryfy celne, dokonały bilateralnego odwetu. Jednak Włochy przeliczyły się, ponieważ jej eksport rolny do Francji był mniej istotny, niż oceniły to tamtejsze władze. Eksport z Włoch do Francji spadł o 57%, ale z Francji do Włoch spadł o jedynie 21%. W 1889 roku włoskie władze finansowe wezwały do zakończenia wojny celnej. Mimo to Francja jedynie trochę złagodziła swoje handlowe środki zapobiegawcze. W 1898 roku uprzywilejowany status Włoch tylko częściowo został przywrócony. Włochy, według badań z 1904 roku przeprowadzonych przez brytyjskie Biuro Spraw Zagranicznych, zakończyły ten okres „ciężko ranne”.
Podobny przebieg miał celny konflikt francusko-szwajcarski, który trwał od 1892 do 1895 roku. Skończył się tym, że w 1895 roku władze Szwajcarii przystały na mniej korzystne warunki zaproponowane przez Francję niż te, które im oferowano w 1892 roku. Natomiast w latach 1893–1894 w stosunkach rosyjsko-niemieckich doszło do ostrej wojny celnej. W 1894 roku strony zawarły układ handlowy, który pozwolił na otworzenie przez stronę niemiecką ich rynku dla sprowadzanych z Rosji zbóż, która z kolei otworzyła swój rynek na produkty wytworzone przez niemiecki przemysł.
W dwudziestoleciu międzywojennym zahamowany został handel ZSRR z państwami zachodnimi.

### Po II wojnie światowej
Po 1945 roku konflikty gospodarcze były wykorzystywane jako element zimnej wojny. Państwa Zachodu stosowały embargo wobec znacznie słabiej rozwiniętych państw komunistycznych, których oferta była ograniczona właściwie tylko do surowców i broni. Państwa komunistyczne miały deficyt nowoczesnych technologii, jednak Zachód uniemożliwiał rywalowi dostęp do nich. W 1949 roku powstała międzynarodowa organizacja CoCom (Komitet Koordynacyjny Wielostronnej Kontroli Eksportu), która skupiała 17 zachodnich państw. Celem tego komitetu było to, aby żaden z krajów bloku wschodniego nie uzyskał dostępu do towarów opartych na najnowszej technologii oraz do najnowocześniejszych rozwiązań technologicznych, które mogłyby mieć zastosowanie w przemyśle zbrojeniowym. Władze Związku Radzieckiego i innych państw sowieckich próbowały radzić sobie na różne sposoby z nałożonymi ograniczeniami. Służby tych państw, przede wszystkim KGB, szpiegowały i wykradały należące do Zachodu zaawansowane technologie. Komunistyczne władze pozyskiwały też potrzebne im produkty z zewnątrz – w krajach trzecich. Mimo to Wschód zawsze tracił kilka kroków do zachodniego rywala.
W okresie zimnej wojny część państw, głównie Stany Zjednoczone, stosowały w ramach obostrzeń tymczasowe zawieszanie klauzuli największego uprzywilejowania wobec krajów bloku wschodniego, a także krajów rozwijających się.
W 1990 roku międzynarodowa organizacja ONZ zastosowała ograniczenia w handlu o charakterze politycznym wobec Iraku. Później w tej samej dekadzie dwukrotnie nałożyła embargo na Jugosławię – w 1992 i 1999 roku.
Do wojen gospodarczych, wykorzystywanych najczęściej w obronie własnego rynku, dochodziło też między państwami gospodarczo rozwiniętymi, czyli Stanami Zjednoczonymi, państwami członkowskimi EWG oraz Japonią. W pierwszej połowie lat 1960. miała miejsce tzw. wojna kurza, której stronami były Francja i Niemcy Zachodnie oraz Stany Zjednoczone.

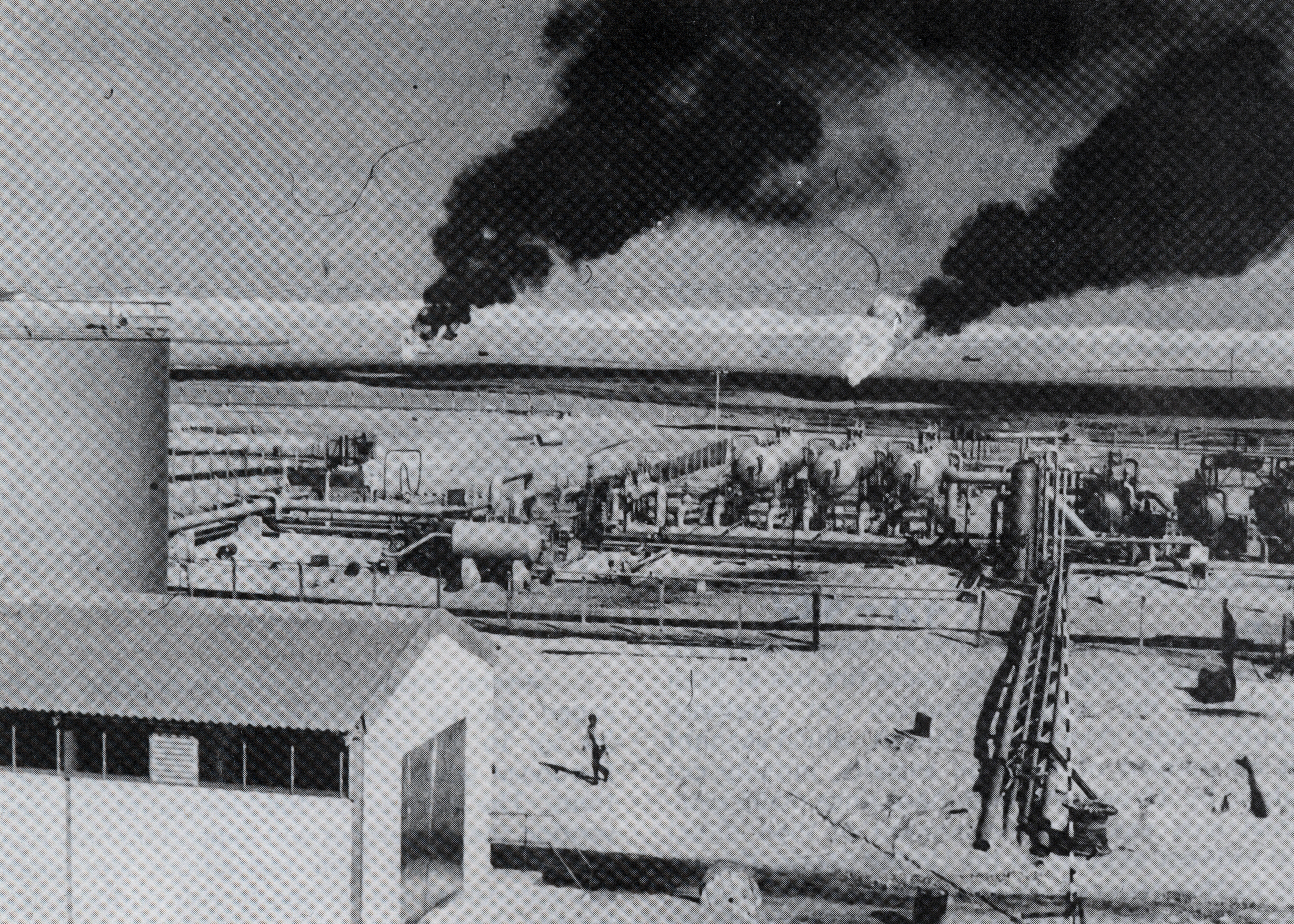
Instalacje naftowe w Libii (członek OAPEC), która nałożyła embargo na sprzedaż ropy do USA (1973)

W 1973 roku rozpoczął się kryzys gospodarczy, który był spowodowany konfliktami powstałymi między państwami rozwijającymi się a tymi rozwiniętymi. Miał miejsce wówczas kryzys naftowy (embargo naftowe krajów OPEC). Pod koniec 1973 roku, po zakończeniu wojny Jom Kipur, arabscy członkowie organizacji OPEC zdecydowali o zastosowaniu wobec Zachodu embarga na dostawy ropy naftowej. Miał być to odwet za brak zdecydowania w działaniach i niejednoznaczne podejście państw Wspólnoty Europejskiej w odniesieniu do tego zbrojnego konfliktu arabsko-izraelskiego.
W 2002 roku doszło do „stalowej wojny”, gdy władze Unii Europejskiej wprowadziły wysokie cła na import ze Stanów Zjednoczonych 15 gatunków wyrobów stalowych. Były to środki odwetowe podjęte przez Brukselę za wcześniejszy podobny krok ze strony rządu Stanów Zjednoczonych. Amerykanie wówczas postanowili, poprzez zastosowanie restrykcji wobec europejskiego konkurenta, zabezpieczyć rodzimą produkcję przed napływem taniego importu.

## Polska

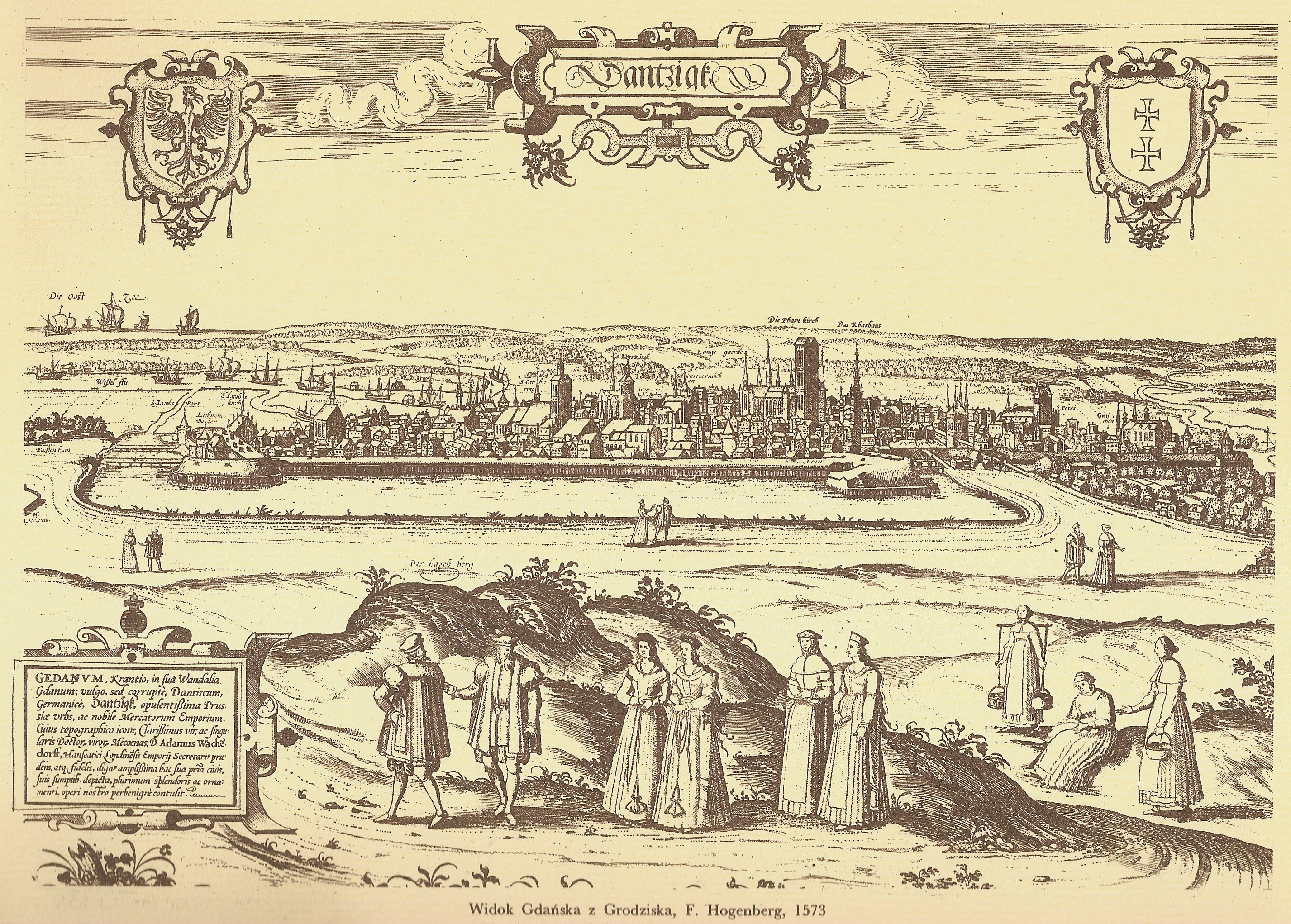
Gdańsk (1573)

W 1390 roku doszło do rywalizacji handlowej między władzami polskimi a państwem zakonu krzyżackiego. W wyniku sporu między pomorskim księciem Bogusławem VI a Krzyżakami w maju tego samego roku ten pierwszy, ówczesny książę wołogoski, wydał przywilej, dzięki któremu polscy kupcy zostali zwolnieni od płacenia ceł na terytorium pomorzy wołogoskiego i szczecińskiego (część Księstwa pomorskiego). W sierpniu 1390 roku król Władysław Jagiełło, w odpowiedzi na wydanie tego przywileju dla kupców polskich, wydał przywilej, który umożliwiał zwolnienie od płacenia na ziemiach polskich cła przez kupców szczecińskich, a także z innych miast pomorskich i hanzeatyckich. Przywileje te spowodowały otwarcie nowego szlaku handlowego prowadzącego przez polskie miasta, Szczecin do Flandrii, ale z pominięciem pruskich miast, Torunia i Gdańska.
W okresie 1511–1515 władze Polski prowadziły wojnę gospodarczą z Wrocławiem, a w 1576 roku z Gdańskiem.
W latach 1518–1522 trwał gospodarczy konflikt między Polską a państwem zakonu krzyżackiego. 24 czerwca 1518 roku król Zygmunt I Stary nakazał przejściową blokadę handlową z ziemiami zakonu krzyżackiego. Niepodporządkowanie się temu rozporządzeniu groziło karą śmierci oraz konfiskatą dóbr.
W latach 1925–1934 między Polską a Niemcami trwała wojna celna.
W trakcie trwania zimnej wojny, gdy wobec krajów bloku sowieckiego zawieszono zobowiązania w ramach klauzuli największego uprzywilejowania, restrykcje wobec Polski Ludowej nasiliły się po wprowadzeniu stanu wojennego w 1981 roku. Wówczas władze Stanów Zjednoczonych, wraz z krajami członkowskimi EWG, zadecydowały o wstrzymaniu dla Polski kredytowania handlu, a także uniemożliwiono lotnicze podróże transatlantyckie.